# Honda RC115
Die Honda RC115 ist ein Rennmotorrad des japanischen Motorradherstellers Honda, das 1965 bei der Motorrad-Weltmeisterschaft eingesetzt wurde. Ralph Bryans gewann mit dieser Maschine den Titel in der kleinsten Hubraumklasse.

## Geschichte und Technik
Erst 1962 wurde die Motorrad-Weltmeisterschaft auch in der Klasse bis 50 cm³ Hubraum ausgetragen und gleich von den Werkmaschinen von Suzuki und Kreidler dominiert. Honda nahm als einziger Hersteller mit einer Maschine mit Viertaktmotor an der Weltmeisterschaft teil, die jedoch gegenüber der Konkurrenz mit Zweitaktmotoren wenig Chancen hatte. Im folgenden Jahr zog sich Honda von der kleinsten Klasse zurück und trat zur Motorrad-Weltmeisterschaft 1964 mit einem verbesserten Modell an. Der neu entwickelte Zweizylindermotor erreichte bei 19.700/min eine Leistung von 13 PS. Zur Saison 1965 wurde die Leistung auf 14 PS bei 21.500/min gesteigert, eine Drehzahl, die bis heute (Stand 2017) von keinem Motorradmotor überboten wurde. Der luftgekühlte Motor mit vier Ventilen je Zylinder hatte über Stirnräder angetriebene Nockenwellen. Die Kraft wurde über ein Neunganggetriebe und Kette an das Hinterrad übertragen. Der Motor hing in einem Rückgratrohrrahmen, eine Teleskopgabel führte das schmale 2.00-18-Zoll-Vorderrad und eine Schwinge mit zwei Federbeinen das 2.25-18-Zoll-Hinterrad. Hinten hatte die RC115 eine Duplex-Trommelbremse, vorn eine zangenartige Felgenbremse.
Zur Saison 1966 erschien die Version Honda RC116, die jedoch von Hans Georg Anscheidt auf Suzuki geschlagen wurde. Nachdem Honda in der Motorrad-Weltmeisterschaft 1966 alle Konstrukteurstitel in den Zweiradklassen (50 cm³, 125 cm³, 250 cm³, 350 cm³ und 500 cm³ Hubraum) erringen konnte, zog sich der japanische Hersteller vom Motorsport zurück. Eine von Honda bereits fertig entwickelte Dreizylinder-Viertaktmaschine mit 50 cm³ Hubraum, angebliche Leistung 25 PS bei 25.000/min, kam nie zum Einsatz.